# Gouvernement Yaméogo II
République de Haute-Volta
Yaméogo I 
Le gouvernement Maurice Yaméogo II est le deuxième gouvernement de la République de Haute-Volta et le premier après la proclamation de l'indépendance le 5 août 1960. Le 22 mai 1959, Maurice Yaméogo se fait de nouveau octroyer les pouvoirs spéciaux pour six mois. Cette mesure exceptionnelle lui permet de composer tout un arsenal législatif contre l’opposition. Il nomme son cousin Denis Yameogo au ministère de l’Intérieur et de la Sécurité.

## Composition
- Président : Maurice Yaméogo
- Ministre de la Défense nationale : Maurice Yaméogo

### Ministres
- Ministre de l’Intérieur et de la Sécurité : Denis Yameogo
- Justice : Moussa Kargougou
- Affaires étrangères : Lompolo Kone
- Finances : René Bassinga
- Commerce, de l’Industrie, des Affaires Économiques et des Mines : François Bouda
- Économie rural : Sibiri Salembere
- Éducation nationale, de la Jeunesse et des Sports : Mathias Sorgho
- Santé publique et de la Population : Dr Paul Lambin
- Information et du Tourisme : Bougouraoua Oouedraogo
- Postes, Télécommunications et de l’Aviation civile : Maxime Oouedraogo
- Travail et de la Fonction publique : Bakary Traoré
- Anciens Combattants : Tiémoko Kaboré